# Paul Johnson (1928–2023)
Paul Bede Johnson (ur. 2 listopada 1928 w Manchesterze, zm. 12 stycznia 2023) – brytyjski historyk, dziennikarz, autor przemówień.

## Działalność
Paul Johnson kształcił się w szkole jezuitów w Stonyhurst (Stonyhurst College) i w Oksfordzie (w Magdalen College). W latach 1955–1970 był redaktorem londyńskiego tygodnika „New Statesman” – od 1965 pełnił funkcję redaktora naczelnego. Współpracował też z wieloma innymi czasopismami w Wielkiej Brytanii, Stanach Zjednoczonych i innych krajach. Płodny pisarz; był autorem ponad 40 książek z zakresu historii XX wieku, dziejów kultury i religii oraz rozlicznych artykułów dla czasopism i gazet.

## Poglądy
Choć we wczesnych latach swojej kariery był powiązany z lewicą, w latach 70. zaczął zmieniać swoje poglądy i pod koniec życia zaliczał się do konserwatywnych historyków piszących prace popularnonaukowe.
Paul Johnson należał do krytyków nowoczesności z uwagi na występujący w niej, jak uważał, relatywizm moralny. Sprzeciwiał się wykorzystywaniu teorii Darwina do udowadniania ateizmu i promowania eksperymentów biotechnologicznych. Z uwagi na jego poglądy na ewolucję atakował werbalnie Richarda Dawkinsa. Będąc konserwatywnym katolikiem, uznawał teologię wyzwolenia za herezję. Opowiadał się za celibatem księży.
Paul Johnson, ze swoimi silnie antykomunistycznymi poglądami, był bardzo mile widziany w kręgach konserwatystów w Stanach Zjednoczonych i w innych krajach. Johnson bronił Richarda Nixona w aferze Watergate, uznając, że jego postępowanie było mniej haniebne niż krzywoprzysięstwo Billa Clintona. Jako autor kolumny w tygodniku „The Spectator” wyraził swój podziw dla generała Franco i generała Augusto Pinocheta.

## Życie prywatne
W 1958 roku Paul Johnson poślubił psychoterapeutkę Marigold Hunt, byłą kandydatkę do parlamentu brytyjskiego z ramienia Partii Pracy. Pozostawił trzech synów oraz córkę, Sophie Johnson-Clark; Daniel Johnson jest dziennikarzem, założycielem magazynu Standpoint, Luke Johnson jest biznesmenem, byłym prezesem Channel 4 a Cosmo jest pisarzem.

## Publikacje
- Elizabeth I: a Study in Power and Intellect (1974)
- Pope John XXIII (1975)
- Historia chrześcijaństwa (A History of Christianity, 1976, wyd. pol. 1993)
- Cywilizacje Ziemi Świętej (Civilizations of the Holy Land, 1976)
- Cywilizacja starożytnego Egiptu (Civilizations of Ancient Egipt, 1978, wyd. pol. 1997)
- Odzyskanie wolności, seria Antropos (The Recovery of Freedom, 1980)
- Pope John Paul II and the Catholic Restoration (1982)
- Gold Fields A Centenary Portrait (1987)
- Historia świata od roku 1917 do lat dziewięćdziesiątych, wyd. I 1983, wyd. I pol. 1989, wyd. II 1991, wyd. II pol. 1992)
- Historia Żydów (A History of the Jews, 1987, wyd. pol. 1993)
- Historia Anglików (A History of the English People)
- Intelektualiści, seria Antropos (Intellectuals, 1988, wyd. pol. 1994)
- The Birth of the Modern: World Society 1815–1830 (1991)
- W poszukiwaniu Boga (A Quest for God, 1996, wyd. pol. 1997)
- A History of the American People (1997)
- Papiestwo (The Papacy, 1997, wyd. pol. 1998)
- Narodziny nowoczesności (wyd. pol. 1995)
- Krótka historia Renesansu (The Renaissance, 2002, wyd. pol. 2004)
- Twórcy (Creators, 2006, wyd. pol. 2008)
- Bohaterowie (Heroes, 2007, wyd. pol. 2009)
- Jezus. Najwierniejsza biografia (wyd. pol. 2011)
- Napoleon (wyd. pol. 2015)[2]